# Monte Llano (Ponce)
Montes Llanos es un barrio ubicado en el municipio de Ponce en el estado libre asociado de Puerto Rico. En el Censo de 2010 tenía una población de 523 habitantes y una densidad poblacional de 93,75 personas por km².

## Geografía
Montes Llanos se encuentra ubicado en las coordenadas 18°5′54″N 66°37′12″O / 18.09833, -66.62000. Según la Oficina del Censo de los Estados Unidos, Montes Llanos tiene una superficie total de 5.58 km², de la cual 5.58 km² corresponden a tierra firme y (0.05%) 0 km² es agua.

## Demografía
Según el censo de 2010, había 523 personas residiendo en Montes Llanos. La densidad de población era de 93,75 hab./km². De los 523 habitantes, Montes Llanos estaba compuesto por el 82.03% blancos, el 5.35% eran afroamericanos, el 0.57% eran amerindios, el 0.76% eran asiáticos, el 7.27% eran de otras razas y el 4.02% pertenecían a dos o más razas. Del total de la población el 98.28% eran hispanos o latinos de cualquier raza.